# Huncovský štít
Der Huncovský štít (älter slowakisch Hunsdorfský štít; deutsch Hunsdorfer Spitze, ungarisch Hunfalvi-csúcs, polnisch Huncowski Szczyt) ist ein Berg in der Hohen Tatra in der Slowakei mit einer Höhe von 2352 m n.m. Der Gipfel befindet sich auf einem vom Berg Kežmarský štít (deutsch Kesmarker Spitze) südostwärts verlaufenden Grat, zwischen dem Sattel Huncovské sedlo (Hunsdorfer Sattel) und der Scharte Huncovská štrbina (Hunsdorfer Kerbe) und das Bergmassiv trennt das südlich gelegene Tal Skalnatá dolina (deutsch Steinbachtal) vom Hochgebirgskessel Huncovská kotlina (Hunsdorfer Kessel) im Nordosten. Der Berg hat zwei Gipfel, den höheren Nordwestgipfel und den etwas tieferen  Südostgipfel.
Der Name des Bergs leitet sich von der jahrhundertelangen Zugehörigkeit zum Gemeindegebiet von Huncovce (deutsch Hunsdorf) ab. Der Berg dürfte schon im 17. Jahrhundert bestiegen worden sein.
Zum Gipfel führt kein touristischer Wanderweg und dieser ist somit nur für Mitglieder alpiner Vereine oder mit einem Bergführer zugänglich, ist aber sowohl im Sommer als auch im Winter relativ leicht besteigbar. Der rot markierte Wanderweg Tatranská magistrála durchquert die Schutthänge an den Süd- und Südostseiten des Bergs. Am südlichen Fuß befindet sich das Observatorium Skalnaté Pleso.